# Ion Milu
Ion Milu (Dârste, 10 agosto 1908 – Brașov, 18 settembre 1982) è stato un militare e aviatore rumeno, asso dell'aviazione della Forțele Aeriene Regale ale României durante la seconda guerra mondiale con 33 vittorie confermate e 4 probabili, oltre a un aereo distrutto a terra. Due volte decorato con l'Ordine di Michele il Coraggioso.

## Biografia
Nacque a Dârste, vicino a Brașov, allora parte integrante dell'Impero austro-ungarico, il 10 agosto 1908, figlio di Ioan e Aurelia Milu. 
Nel 1924 lavorò come impiegato del CFR e tra il 1925 e il 1927 come operaio presso la fabbrica "D. Voina" di Brașov, a partire dall'ottobre 1927 frequentò la Scuola di volo di Tecuci, entrando in servizio attivo nella Forțele Aeriene Regale ale României nel 1928 come sergente. Seguì la Scuola di pilotaggio avanzata di Buzău (1928–1929) come allievo pilota, divenendo poi sergente istruttore e istruttore reclute. Tra il 1929 e il 1931 fu in servizio presso il Regimentul 2 aviație de gardă Cluj, Escadrila 1 Vânătoare.
Tra il 1931 e il 1945 raggiunse il grado di aiutante maggiore pilota e svolse mansioni legate all'istruzione al volo diurno e notturno, al volo senza visibilità, al tiro, al pilotaggio acrobatico in alta quota, pilota collaudatore, nonché membro di varie commissioni militari. Tra le altre cose, pilotò il caccia IAR 80 Tipo 0 (pre-serie) nello squadrone sperimentale di Pipera.
Conseguì il titolo di miglior tiratore degli anni 1930-1938, premiato con la Croce d'oro dell'Ordine alla virtù aeronautica conferitogli dal re Carlo II. Nel 1940 fu assegnato al Grupul 7 Vânătoare, che era equipaggiato con il nuovo Messerschmitt Bf 109E. Dal 22 giugno 1941 partecipò all'Operazione Barbarossa abbattendo in successione 3 caccia sovietici Polikarpov I-16. Il 28 agosto 1941 atterrò in emergenza sul ventre dopo che il suo aereo fu danneggiato in combattimento.
Il 19 settembre 1941 fu decorato con la Croce d'oro con spade dell'Ordine alla virtù aeronautica quando aveva raggiunto le 10 vittorie, ricevendo poi il 4 novembre 1941 la seconda barra sulla Croce d'oro. Tra l'8 e il 16 ottobre partecipò alla battaglia di Odessa con la Escadrila 56 Vânătoare. Quindi il Grupul 7 Vânătoare tornò in Romania, come la maggior parte delle unità rumene. Ritornò sul fronte orientale nel settembre del 1942. Dopo l'inizio dell'offensiva sovietica a Stalingrado, il Grupul 7 Vânătoare fu circondato, riuscendo poi a sfuggire all'accerchiamento e in quei frangenti abbatté un cacciabombardiere Petlyakov Pe-2 e un Ilyushin Il-2 Šturmovik e in un mese ottenne ulteriori 5 vittorie.
Dopo la riorganizzazione, nella primavera del 1943 il Grupul 7 Vânătoare combatté nuovamente contro i sovietici, come parte dello Jagdgeschwader 3 "Udet". Nel marzo 1943 il Grupul 7 Vânătoare guidato da Mihai "Leu" Romanescu, e Radu Gheorghe (comandante del Grupul 7 Vânătoare) giunsero a Dnipro, Ucraina, venendo accolti all'atterraggio dall'oberst Wolf Dietrich Wilcke, comandante dello JG 3, dal suo secondo, il maggiore Kurt Brändle, e dal comandante del 3./JG 3 Wolfgang Ewald, sotto il cui comando avrebbero dovuto operare gli aviatori rumeni. 
I piloti da caccia rumeni si rifiutarono categoricamente di combattere indossando uniformi e gradi tedeschi. Wilcke scioccato dal rifiuto dei rumeni annunciò la situazione a Berlino. Dopo due giorni giunse la risposta dell'Oberkommando der Wehrmacht (OKW): I rumeni indosseranno le uniformi del loro paese. I piloti rumeni non accettarono nemmeno di volare e combattere sui Messerschmitt Bf-109G con le insegne tedesche.
Wilcke ebbe un crollo nervoso quando venne a sapere che agli aviatori del Grupul 7 Vânătoare non avrebbero pilotato nessun aereo che non avesse le iscrizioni in rumeno e fece rapporto a Berlino. Dopo tre giorni di attesa, Wilcke si presentò al gruppo rumeno accompagnato da tutti gli ufficiali del suo stato maggiore annunciando che per decisione del feldmaresciallo Hermann Göring gli aerei dei rumeni sarebbero stati immediatamente dipinti con le insegne e i colori della Reale aviazione rumena. Durante la notte, i tecnici tedeschi della base di Dnipropetrovsk verniciarono alla perfezione tutti i 40 Messerschmitt Bf 190G-2, che sembravano appena usciti dalla fabbrica IAR, con la croce tricolore "M" sulle ali.
Il 10 aprile 1943 dieci Messerschmitt Bf 109G-2 rumeni attaccarono l'aeroporto sovietico a nord di Vorošilovgrad distruggendo a terra 5 Pe-2. Mentre i tedeschi confermarono tutte le vittorie, le autorità rumene ne riconobbero solo due, e così Ion Milu, Nicolae Burileanu e Tiberiu Vinca persero una vittoria.
Il 6 maggio 1943 abbatté 3 aerei sovietici Lavochkin La-5. Alle 3:45 egli decollò insieme a Gheorghe Firu, con gli aerei armati ognuno con 200 kg di bombe. Il loro compito era bombardare una batteria di artiglieria. A 2000 metri di altitudine i due aviatori osservarono una grande formazione della V-VS, composta da 18 cacciabombardieri Il-2 e 20 caccia La-5, diretta verso la zona di atterraggio. Si precipitarono a destinazione per sganciare le bombe e poi tornare indietro. Attaccando dal basso i piloti rumeni costrinsero quelli sovietici ad annullare l'atterraggio per consentire il decollo degli aerei a terra al fine di unirsi al combattimento. Abbatté un La-5, ma 10 aerei nemici lo attaccarono e alle 4:20 dovette interrompere il combattimento dopo aver abbattuto altri due La-5. Stava esaurendo il carburante perché i proiettili da 20 mm gli avevano perforato il serbatoio.
In quel periodo venne assegnato alla Escadrila 57 aeriană (Grupul 7 Vânătoare) come ufficiale di terza classe (tenente), un onore molto raro per un sottufficiale. Questo squadrone era sotto il comando del capitano Alexandru Şerbănescu e comprendeva il tenente Teodor Greceanu, il tenente Constantin Rozariu e il sottufficiale Ion Mucenica, alcuni dei migliori piloti della FARR (questi piloti conseguirono in totale circa 120 vittorie entro la fine della guerra). Il 6 luglio decollò in una formazione al comando di Mihail Romanescu, il cui compito era un attacco al suolo. Giunto a circa 600 metri di altitudine, l'aereo del comandante cominciò a prendere fuoco con la sua cabina di pilotaggio che fu rapidamente avvolta dal fumo, tanto che il pilota non riuscì a vedere più nulla. Romanescu tentò di lanciarsi con il paracadute, ma era troppo basso e quindi Milu lo raggiunse e lo guidò fino all'atterraggio. Il comandante Romanescu svenne per lo shock e il fumo e quindi egli gli atterrò accanto e lo tirò fuori dall'abitacolo del velivolo.
Il 4 agosto 1943 abbatté uno Yakovlev Yak-7 e il 7 agosto due Il-2. Decollato insieme al capitano Serbanescu, a Lungulescu e a Naghirneac, dopo 20-25 minuti i piloti notarono una formazione di Il-2 accompagnati da caccia. Attaccando di sorpresa nel momento stesso in cui gli Il-2 iniziavano a loro volta ad attaccare Șerbanescu e Milu ne abbatterono due ciascuno. I caccia sovietici si ritirarono insieme al resto dei loro assaltatori.
Il 16 agosto 1943 il Grupul 7 Vânătoare conseguì 22 vittorie confermate e 5 probabili. In quel giorno lui conseguì 5 vittorie, 2 idrovolanti Beriev Be-8 e 3 Il-2, il maggior numero di abbattimenti ottenuto da un pilota rumeno in un solo giorno. Poco dopo ricevette da casa la notizia che sua moglie, con cui era sposato dal 1930, era morta un mese prima. 
Il 19 agosto 1943 lui e Gheorghe Firu decollarono per la loro terza missione giornaliera, raggiunti poco dopo dal tenente Ion Dobran e da Moldovean. Dovevano scortare una formazione d'assalto che volava sugli Henschel Hs 129B-2. Sorpresi da quattro caccia Yakovlev ne abbatté subito uno che cadde a terra in fiamme. Comparvero quindi otto LaGG-3 e lui e Firu li inseguirono, lasciando i 3 Yakovlev rimanenti agli altri due piloti. Sebbene in inferiorità numerica di 1 a 4, gli aerei Henschel Hs 129B-2 resistettero e i piloti sovietici, rendendosi conto che non avrebbero mai raggiunto gli assaltatori, impegnarono combattimento contro i due caccia rumeni. Riuscirono a circondare l'aiutante Firu, ma lui accorse in suo aiuto rendendosi presto conto che non aveva a che fare con dei principianti. Un LaGG 3 si mise dietro di lui centrando ripetutamente il Bf 109 e all'improvviso si lanciò in picchiata, inseguito da 7 aerei aerei nemici, cercando di evitare il loro fuoco. Alla fine, raggiunse linee amiche ed effettuò un atterraggio di emergenza.
Il giorno dopo, il generale Otto Deßloch, comandante della 4. Luftflotte, gli conferì la Croce di Ferro di prima classe, e dieci giorni dopo fu insignito dell'Ordine di Michele il Coraggioso di terza classe. Nell'ottobre 1943 il Grupul 9 Vânătoare sostituì il Grupul 7 Vânătoare al fronte. Tuttavia alcuni piloti del Grupul 7 Vânătoare, tra cui lui, rimasero operativi nel nuovo reparto. Dopo la riorganizzazione del gruppo, prestò servizio nella Escadrila 56 de vânătoare. 
Il 16 febbraio 1944 fu decorato con la Croce di Cavaliere con spade dell'Ordine alla virtù aeronautica.
Con l'arrivo della primavera del 1944, la guerra raggiunse il confine rumeno e il Grupul 9 Vânătoare dovette combattere duramente. Il 15 aprile abbatté un Ilyushin DB-3 e il 17 aprile un Il-2. Il 24 maggio 1944 ottenne la sua trentesima vittoria abbattendo un DB-3. Il 30 maggio lui, il capitano Șerbanescu, e Mucenica scortavano dei bombardieri Junkers Ju 88A rumeni che vennero attaccati da 6 Bell P-39 Airacobra. Nel successivo combattimento lui e Mucenica abbatterono un P-39 ciascuno. 
Dal 6 giugno il Grupul 9 Vânătoare effettuò missioni contro le incursioni degli aerei dell'USAAF. L'11 giugno i piloti del gruppo riuscirono ad abbattere cinque Boeing B-17 Flying Fortress e lui se ne aggiudicò uno. Distrusse un secondo B-17 il 15 luglio, e un Lockheed P-38 Lightning il 31 luglio.
L'8 agosto il capitano Constantin Cantacuzino guidò 18 aerei del Grupul 9 Vânătoare contro una formazione dell'USAAF. Egli riuscì ad abbattere un P-38 e subito dopo notò una formazione di 40 North American P-51 Mustang che si dirigevano verso gli aerei del suo gruppo. Avvertiti gli altri piloti rumeni cercò di evitare gli americani, ma era troppo tardi. I comandi del suo aereo smisero di rispondere, si slogò una spalla mentre apriva il tettuccio riuscendo comunque a saltare e ad aprire il paracadute. Rimase ferito alla mano e alla gamba sinistra, e quando fu trovato venne portato all'ospedale di Cioara Doicești–Ialomița. 
Il 6 ottobre 1944 fu decorato con la Croce di Cavaliere con due barre con spade dell'Ordine della virtù aeronautica. Ritornò al fronte nel febbraio 1945 con il Grupul 9 Vânătoare ma non conseguì più vittorie.
Dopo la fine del conflitto diversi piloti rumeni avrebbero partecipato a un grande air show a Wiener-Neustadt organizzato dagli Alleati il 1º giugno 1945. A questi piloti fu chiesto di dimostrare in volo la tecnologia e l'equipaggiamento tedesco, tra cui il Bf 109G-6, e di fornire un confronto con gli ultimi tipi di aerei americani e sovietici. Al ritorno a Miskolc lui e il tenente Dumitru Baciu incontrarono diversi P-51D sopra l'Ungheria e sbatterono le ali in segno di saluto. Anche i Mustang ondeggiarono sulle ali mentre gli aerei rumeni passavano. Poi, pochi minuti dopo, passò una formazione di Il-2 sovietici accompagnati da caccia Yakovlev Yak-3. I rumeni sbatterono di nuovo le ali, mentre i sovietici non salutarono e continuarono a volare nella direzione opposta. Gli ultimi due Yak-3 ruppero improvvisamente la formazione e attaccarono i due aerei rumeni. Stanco della guerra (dopo 5 anni) decise di non rispondere all'attacco mentre il tenente Dumitru Baciu tolse la sicura delle armi, virò strettamente e impegnò combattimento abbattendo un aereo sovietico. Al suo rientrò a Miskolc contò 16 buchi sul suo aereo.
Promosso capitano il 23 gennaio 1946, nel maggio dello stesso anno ricevette l'Ordine di Michele il Coraggioso con spade di seconda classe. Tra il 1945 e il 1947, lavorò come pilota collaudatore per il Ministero dell'Aeronautica presso la Industria Aeronautică Română di Brașov. Il 12 maggio 1949 decollò per la prima volta con il prototipo dello IAR 811, e nel 1950 collaudò lo IAR 813. Fu membro del Partito Comunista Rumeno tra l'ottobre 1946 e il novembre 1947, quando gli fu negata l'iscrizione. Tra il 1947 e il 1952 fu ufficiale con vari incarichi presso la Flotila 3 Asalt Brașov, Reg. 7 Vânătoare Brașov della Divizia 68 asal. Fu istruttore di volo per diverse generazioni di piloti militari, partecipando a numerose gare di acrobazia aerea. 
Morì il 18 settembre 1982 a Brașov, e fu sepolto nel locale cimitero Sf. Treime-Schei.

### Annotazioni
1. ↑  La coppia ebbe 7 figli, cinque femmine e due maschi.

### Fonti
1. 1 2 3 4 5 6 7 8 9 10 11 12 13  Dicţionar de personalităţi.
2. 1 2 3 4 5 6 7  Ligamilitarilor.
3. 1 2  Gravestone.
4. 1 2 3 4 5 6 7 8 9 10 11 12 13 14 15 16 17 18 19 20 21 22 23 24 25 26 27 28 29 30 31 32 33 34 35 36 37 38 39 40 41 42 43 44 45 46 47 48 49 50 51 52 53 54 55 56 57 58  Worldwar2.
5. 1 2 3 4 5 6 7 8 9  Century of Flight.